# Instant Dreams
Instant Dreams is een bioscoopdocumentaire uit 2017 van de Nederlandse regisseur Willem Baptist. De film ging in première op 18 november 2017, tijdens het International Documentary Film Festival Amsterdam (IDFA) in Tuschinski in Amsterdam waar de film werd vertoond in zowel de Dutch Documentary Competition als de First Appearance Competition. De film ging in Nederland en België in bioscooproulatie op 14 december 2017. De Amerikaanse première was op 21 januari 2018 op het Slamdance Film Festival in Park City (Utah). In april 2019 werd de film uitgebracht in de Verenigde Staten en Canada. De film begon haar theaterroulatie in New York en Los Angeles. Andere landen waar de film werd uitgebracht zijn Engeland, Spanje, Polen en Oekraïne. De NTR zond een kortere versie van de film uit in het kader van Uur van de Wolf. De film werd genomineerd voor een Gouden Kalf voor Beste Muziek op het Nederlands Film Festival. Ook werd de film genomineerd voor een Doc Alliance Award en de Rose d'Or.
Tegelijk met de film werd een soundtrackalbum digitaal uitgebracht. Het door Marc Lizier gecomponeerde album bevat een mengeling aan retro elektronische en orkestrale composities.

## Achtergrond
In 2016 meldde Impossible Magazine dat Baptist een documentaire, getiteld Instant Dreams, aan het filmen was in Berlijn en Californië. In een interview met Trouw verklaarde Baptist dat zijn levendige dromen een inspiratiebron vormden om de documentaire te maken.
Voor de film werden er opnamen gemaakt in Twentynine Palms, New York, Berlijn, Tokio, Düsseldorf en Enschede. Voor de filmopnamen in 2K en 4K werden verschillende ARRI Alexa camera’s gebruikt. De beeldverhouding van de film is 2.39:1 cinemascope.
Christopher Bonanos, een van de personages in de film, schreef een artikel over zijn ervaringen tijdens het maken van de film op Vulture.com getiteld “How My Son and I Ended Up in a Film About Film.”
In 2018 meldde Variety dat Synergetic Distribution, in aanloop van de vertoning van de film op Doc NYC, de Amerikaanse filmrechten had bemachtigd en de film in 2019 in de Verenigde Staten wilde uitbrengen.
In Groot-Brittannië werd de film uitgezonden door Sky Arts.

## Inhoud
De film is een poëtisch essay over vier mensen wier levens zijn verbonden door de liefde voor de ‘instant film’ van polaroid. Een rode draad in de film is de Japanse uitdrukking wabi-sabi, die verwijst naar de schoonheid van de imperfectie. In een visuele achtbaanrit vertelt de film hoe deze individuen de Instant Dream in leven houden. Centraal in de film staan enkele personages; de Duitse, in California woonachtige, fotografe Stefanie Schneider, de Amerikaanse chemicus Stephen Herchen die werkt aan het heruitvinden van de Polaroid-formule en de in New York woonachtige Christopher Bonanos; een redacteur voor New York Magazine en auteur van het boek Instant; The story of Polaroid.  De uitvinder van het Polaroid–procedé, Edwin Land, komt aan het woord via archief-materiaal. Daarnaast is er een Japans meisje te zien die, via het maken van foto’s op haar Iphone, de liefde voor de Polaroid fotografie ontdekt. Verder speelt Duits cult acteur Udo Kier een rol in enkele archiefopnamen. Ook is een korte voice-over te horen van documentaire regisseur Werner Herzog.

## Ontvangst
Trouw, Het Parool en de Volkskrant beoordeelden de film met vier sterren. Film Score Magazine noemde de film "Een van de meest spraakmakende documentaires van Nederlandse bodem." Trouw concludeerde: "Prachtige film over de liefde voor een analoog medium". De Volkskrant benadrukte de stijl van de film: "Baptist maakte een film als een hallucinante trip. Een mooi eerbetoon aan dat betoverende medium." Het Parool schreef: "Baptist linkt de chemische reactie die de polaroids tot leven laat komen heel fraai aan de chemische bevrediging die deze foto’s in onze hersenen bewerkstelligen." Cine.nl prees de film en vergeleek het met een ‘experimenteel muziekalbum’: "Baptist heeft met Instant Dreams een plaatje van een film afgeleverd. Het spelen met geluidseffecten en samples doet denken aan experimentele muziekalbums." In de Verenigde Staten schreef het tijdschrift Slug Magazine: "Through each impeccable shot, Instant Dreams is a journal of the rebirth of the instant photograph, of what it conveys and preserves. And most of all, it captures and highlights the human stories behind each spellbinding image." Slamdance Film Festival vergeleek de cinematografie van de film als een mix tussen Blade Runner en 2001: A Space Odyssey. In een televisie-interview met presentatrice Eva Cleven bevestigde Baptist dat deze sciencefictionfilms hem hadden beïnvloed in het vormgeven van de film. Close Encounters of the Third Kind vormde een inspiratie voor de vertelling.
Ook waren er kritieken. Zo schreef Cinemagazine: "Een ultieme Polaroid-film is dit niet geworden. Dat dat ook niet het doel van de maker is geweest, doet dan niets af aan de lichte teleurstelling."  In een televisie-interview verweerde Baptist zich op soortgelijke kritiek: "Er zijn veel vooropgezette gedachten en aannamen over wat een documentaire behoort te zijn, ik kan daar geen rekening mee houden. Ik film verhalen. Polaroid in deze film is als de haai in Jaws. Bij die film beklaagt niemand zich over de hoeveelheid aan geboden journalistieke informatie."
In de Verenigde Staten waren recensenten aanvankelijk verdeeld over de film. The New York Times, Hollywood Reporter en Los Angeles Times hadden graag een meer journalistieke insteek gezien. Andere recesenten en filmmedia zoals Geek.com, Ozus' World Movie Reviews, Film Inquiry en Eye on Film waren positiever gestemd over de film en prezen de eigenzinnige vertelling, de esthetiek van de film en de kunst van het filmmaken. Het Amerikaanse filmtijdschrift Film Threat  beoordeelde de film met 9 van 10 sterren. Het Britse Eye on Film gaf 4,5 van 5 sterren en noemde de film "a dazzling piece of work."
Instant Dreams kreeg een positieve Rotten Tomatoes-score, gebaseerd op meerdere Amerikaanse recensies.